# Hösttaggfly
Hösttaggfly (Asteroscopus sphinx) är en fjärilsart som beskrevs av Hüfnagel 1767. Hösttaggfly ingår i släktet Asteroscopus och familjen nattflyn. Arten är reproducerande i Sverige. Inga underarter finns listade i Catalogue of Life.

## Bildgalleri

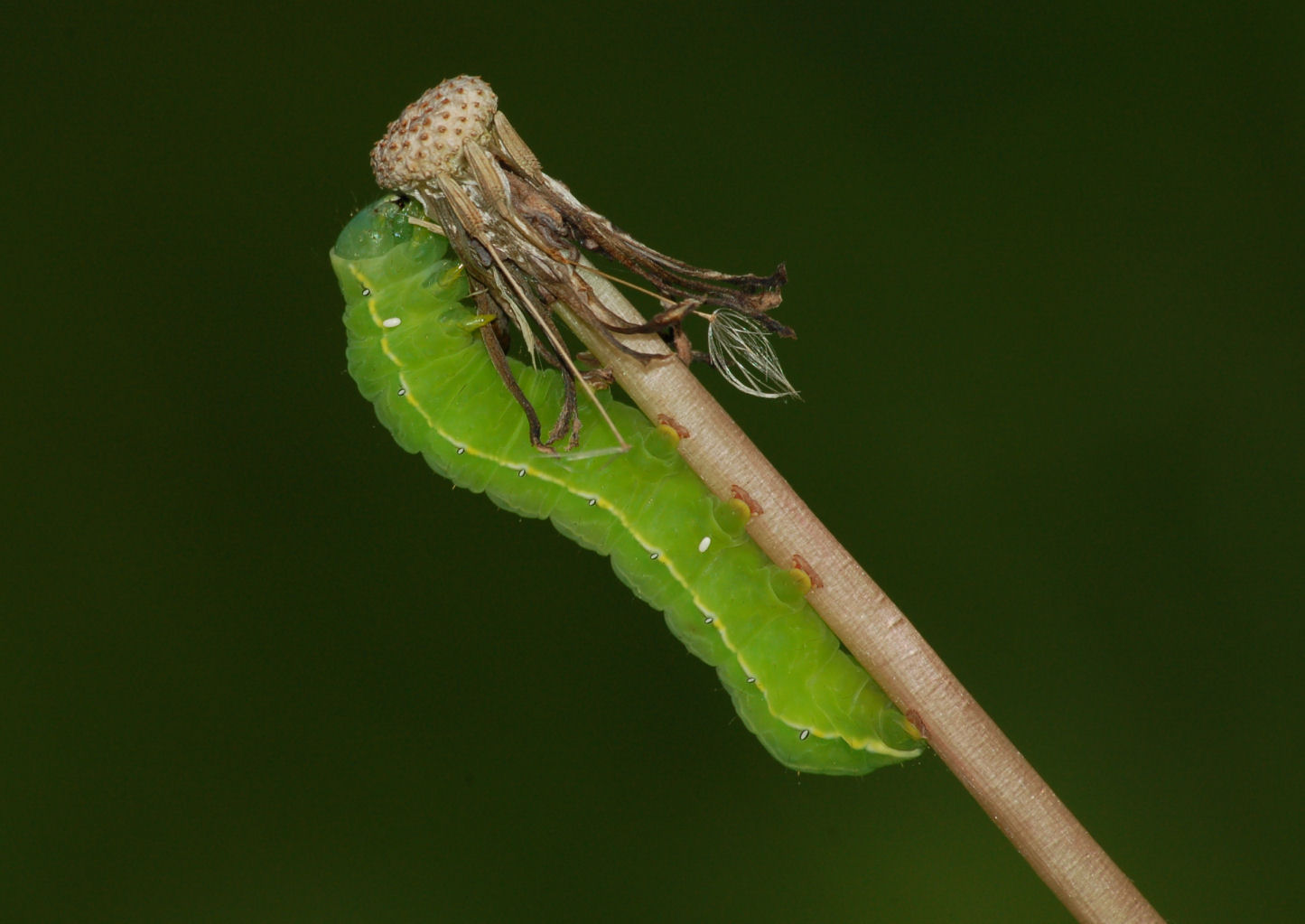
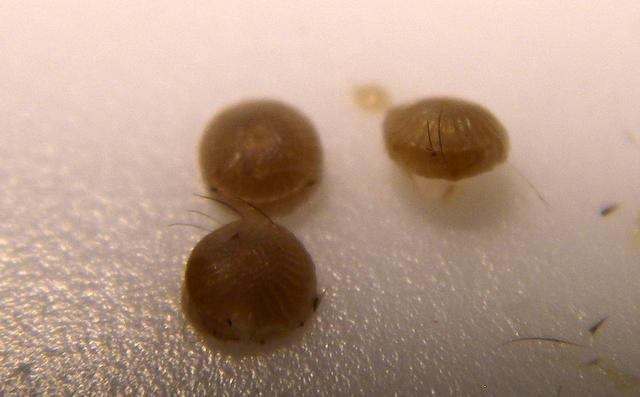
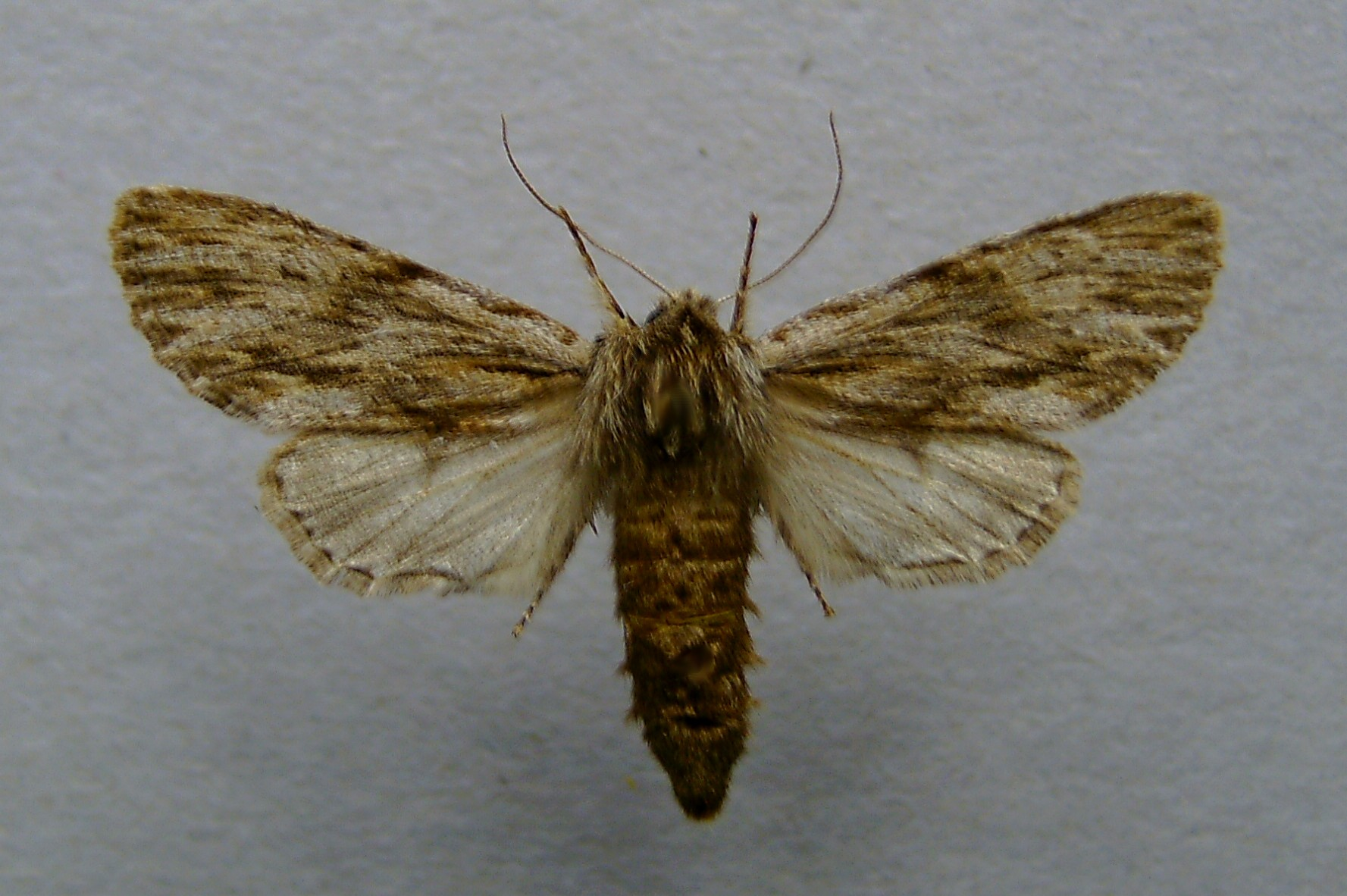
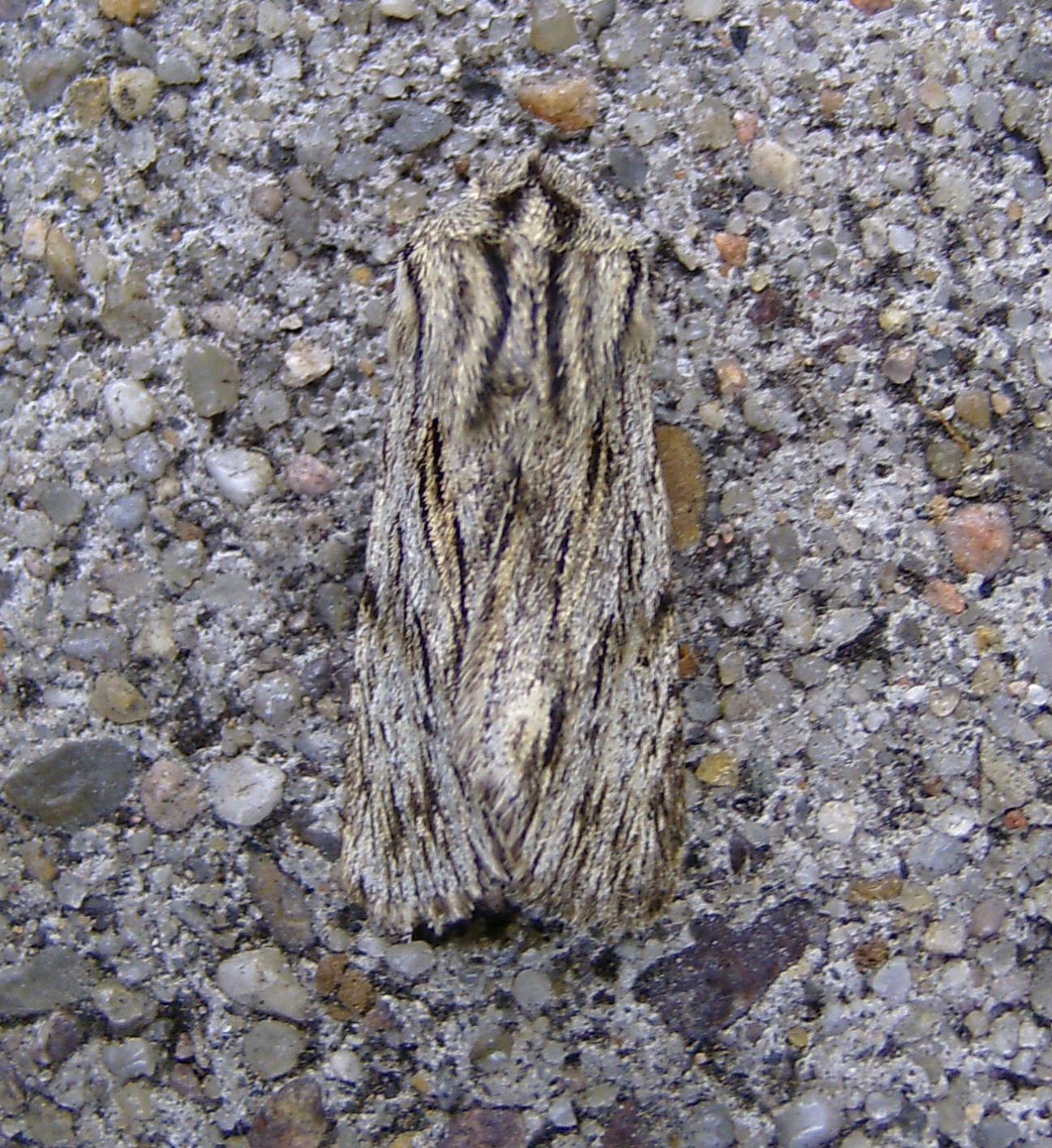
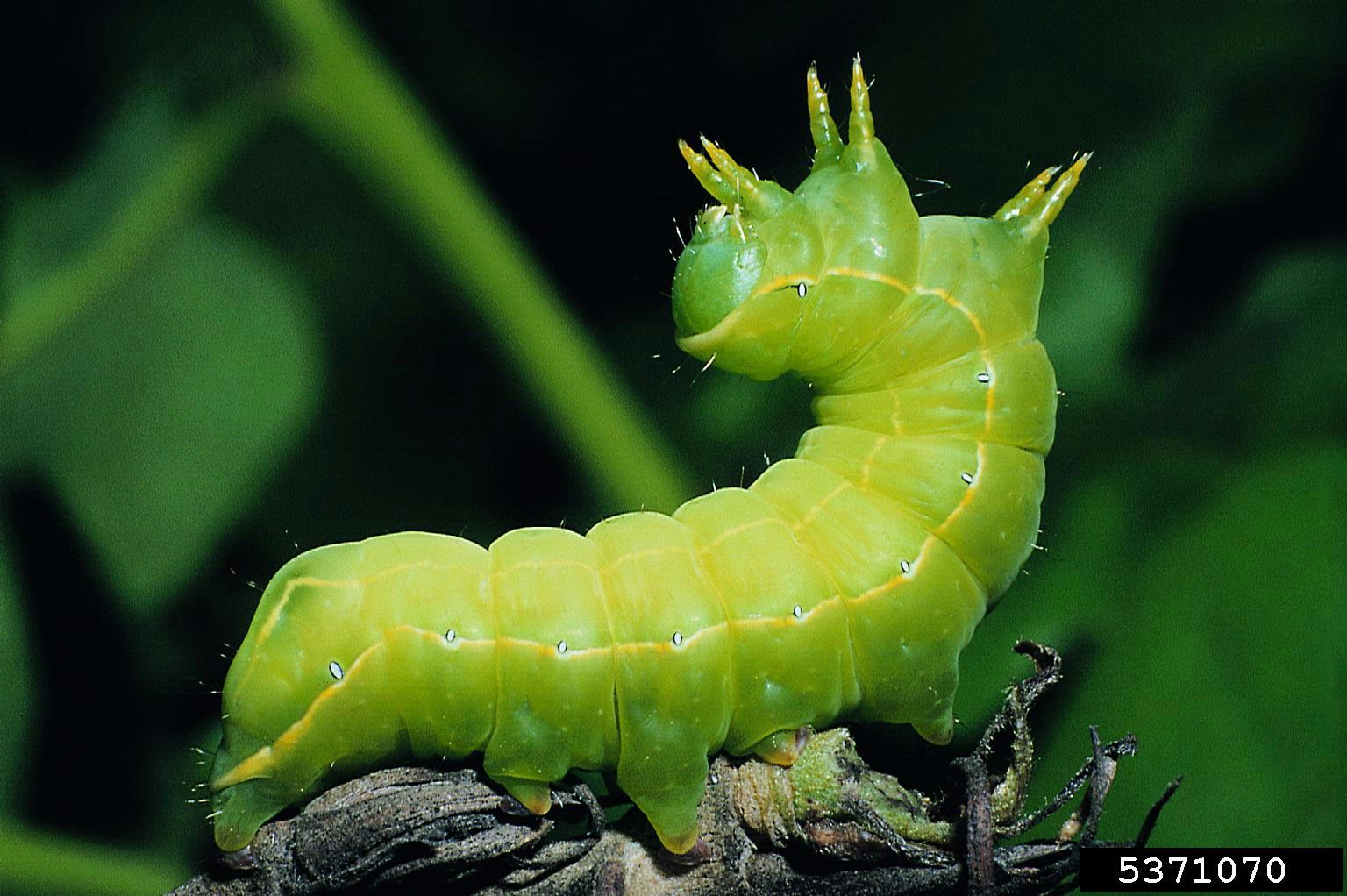
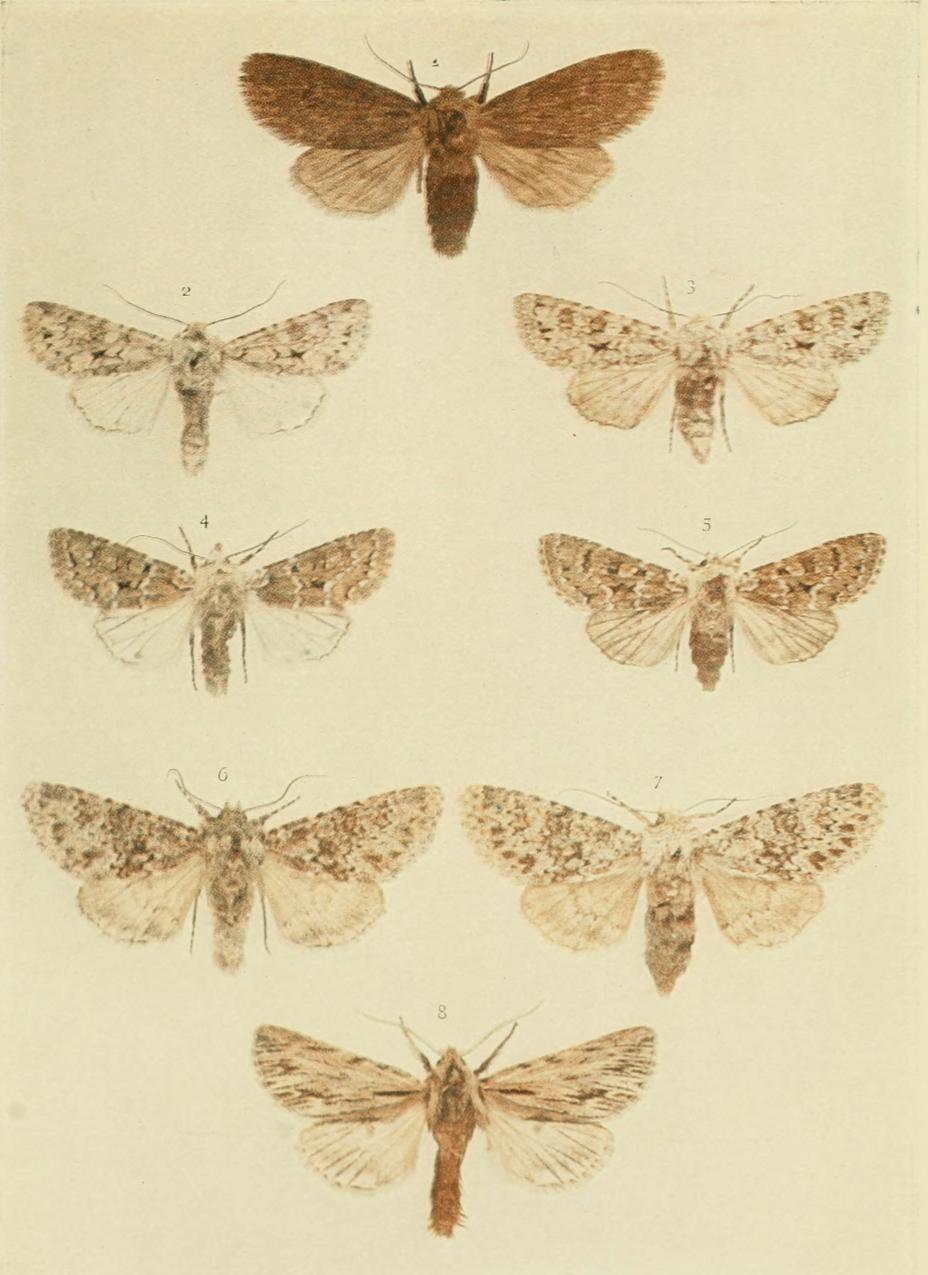